# Кязім Емінов
Емінов Кязим Ібрагімович (24 травня 1928, Алушта, СРСР — 1 травня 1976, Ташкент, СРСР) — кримськотатарський живописець і педагог. Батько Рустема Емінова.
Заслужений діяч мистецтв Узбецької РСР (1972). Лауреат 1-го ступеня Всесоюзного фестивалю молоді та студентів (Москва, 1957). Член Союзу Художників СРСР (1960).

## Біографія
Народився 24 травня 1928 року, в Алушті, Кримська АРСР. З дитячих років любив малювати. Займався у студії відомого художника-баталіста Миколи Семеновича Самокіша у Сімферополі.
У 1944 році сім'єю та тисячами інших кримських татар був депортований до Узбекистану. Вступив вчитися до Самаркандського художнього училища. Закінчив училище у 1949 році. 13 квітня 1950 року народився син Рустам.
З 1954 року брав участь у республіканських та всесоюзних виставках.
З 1955 року — член Спілки художників СРСР.
Закінчив Ташкентський педагогічний інститут (1968; викладач М. Набієв).
Працював у художніх майстернях Художнього фонду Узбецької РСР; 1968–76 — працював у Ташкентському державному педагогічному інституті: від 1975 — доцент кафедри рисунку і живопису.
Персональні виставки: у м. Ак-Курган (Узбекистан, 1974), Ташкенті (1977 — посмертна).
Автор монументально героїчно-епічних полотен про революційні події в Туркестані, портретів поетів та вчених Сходу, пейзажів. Окремі роботи зберігаються у Державному музеї мистецтв та Музеї ім. А. Навої в Ташкенті.
Загинув у автомобільній катастрофі 1976 року.
У листопаді 2015 в Кримському Будинку художника проходила виставка його робіт «Перерваний шлях».

## Творчість
- «Депутатка» (1957)
- «Дружина табунника» (1961)
- «На етюдах (У. Тансикбаєв)» (1964)
- «Перед боєм» (1967)
- «Н. Навої в Самарканді» (1968)
- «Хвилина мовчання» (1969)
- «Південна розповідь» (1970)
- «Свіжість. Аю-Даг» (1970)
- «Гурзуф. Вулиця А. Чехова» (1970)
- «Комісар кримськотатарського народу» (1970)
- «Коріння» (1974)
- «Сосни на Ай-Петрі» (1975)
- Серія пейзажів Криму (1969–71)

### «Комісар кримськотатарського народу»
Робота має примітну історію. Айше знала про роботу Кязима Емінова, але коли побачила закінчений портрет уперше, була дуже здивована. «Кязим, ти написав мене в шкіряній куртці і в червоній косинці, як якогось комісара, але я ж антикомуністка, і червона хустка мені не личить», — заявила вона художнику. На що Кязим Емінов відповів: «Айше-ханум, ви не червоний комісар, ви більше — ви комісар кримськотатарського народу». «Після цього я новими очима подивилася на свій портрет і подумала: ну гаразд, якщо так, то нехай буде», — розповідала Айше-ханум.

## Рекомендована література
- Еминов Кязым: Альбом-каталог посмерт. выставки. Ташкент, 1978.